# 庫什拉峰
78°26′16″S 84°48′23″W / 78.43778°S 84.80639°W

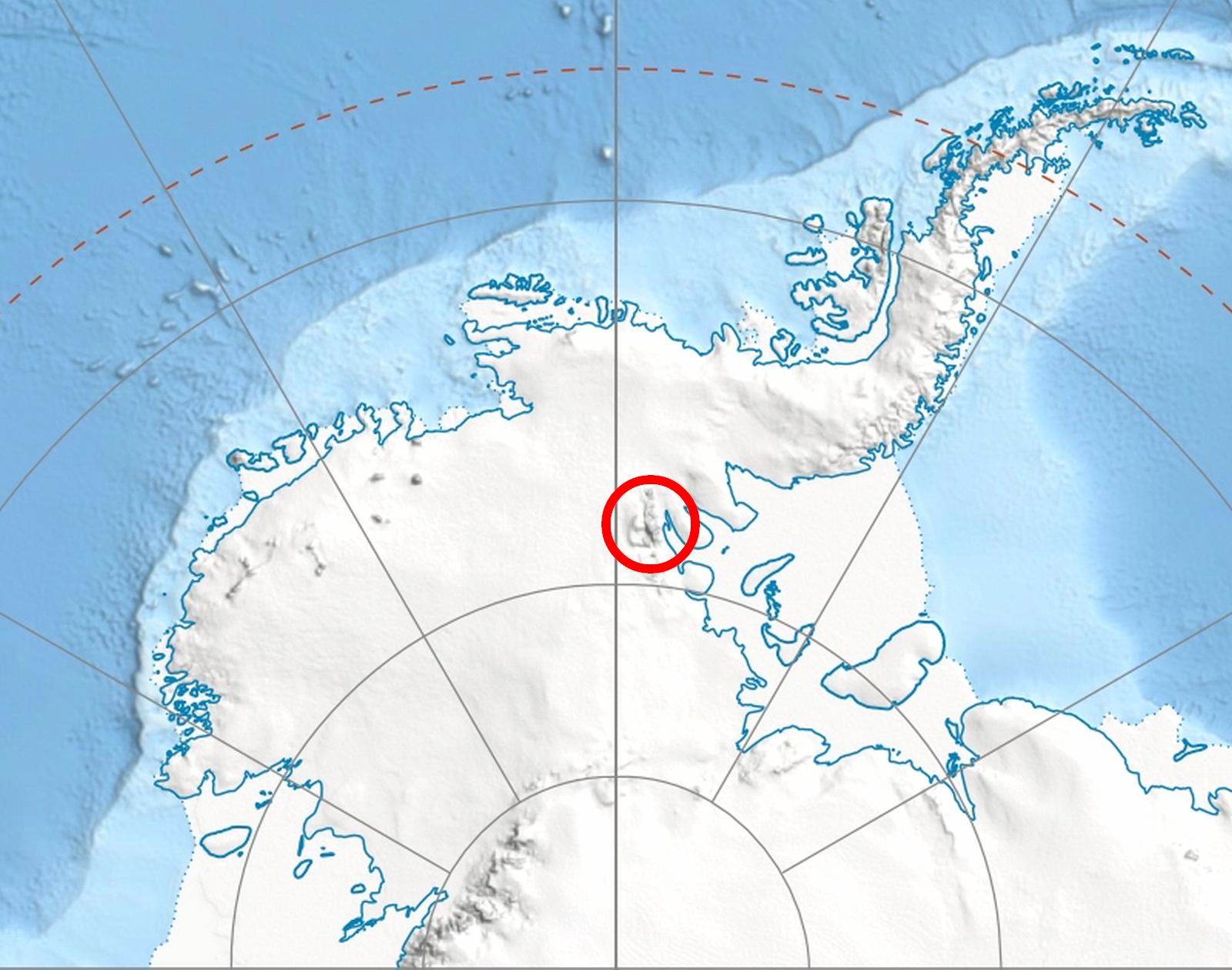

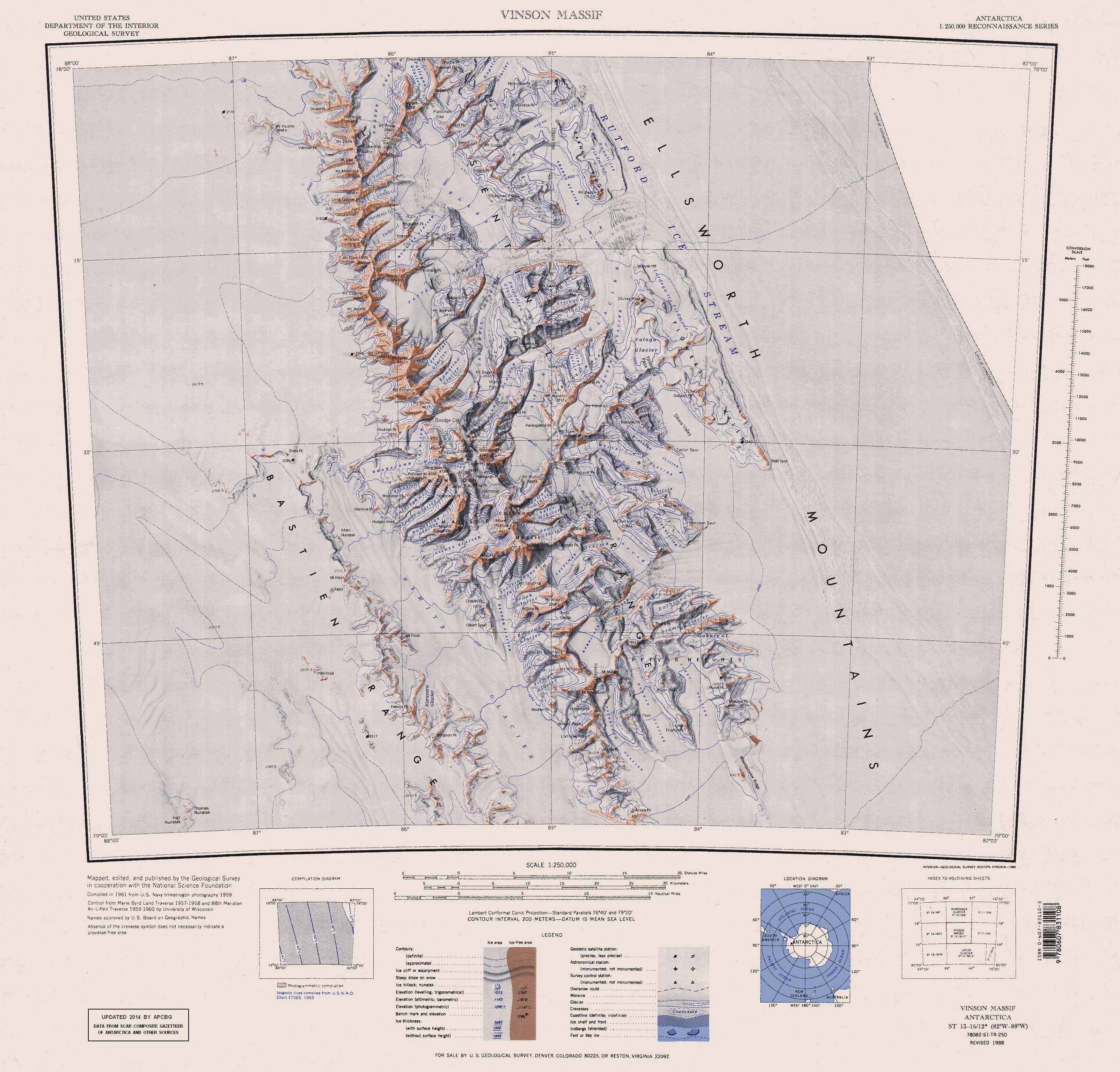

庫什拉峰是南極洲的山峰，位於埃爾斯沃思地，屬於埃爾斯沃思山脈中森蒂納爾嶺的一部分，海拔高度2,300米，以保加利亞南部的鄉鎮命名。

## 外部連結
- Kushla Peak. （页面存档备份，存于） SCAR Composite Antarctic Gazetteer.